# Fritz Reiner (Politiker)
Fritz Reiner (* 25. Juli 1880 in Wien; † 13. November 1925 ebenda) war Industrieller und österreichischer Politiker der Christlichsozialen Partei (CSP).

## Ausbildung und Beruf
Nach dem Besuch der Volks- und Mittelschule ging er an eine Technische Hochschule und wurde Fabrikant (Herstellung von chirurgischen Instrumenten und Röntgenapparaten). Später wurde er Kommerzialrat.

## Politische Funktionen
- Konsulent des Deutschen Ritterordens
- Präsident des Verbandes der Metallwarenerzeuger
- Mitglied des Hauptverbandes der Industrie Österreichs

## Politische Mandate
- 20. November 1923 bis zu seinem Tod am 13. November 1925: Abgeordneter zum Nationalrat (II. Gesetzgebungsperiode), CSP